# 혼다 다다요시 (1602년)
혼다 다다요시(일본어: 本多忠義, 1602년 ~ 1676년 11월 2일)는 에도 시대 전기의 다이묘이다. 처음 이름은 다다미쓰(忠光)이며, 통칭 우효에(右兵衛)이다. 관위는 종오위하, 노토노카미(能登守)이다.
혼다 다다카쓰의 맏아들인 혼다 다다마사의 셋째 아들로 태어났다. 할아버지 다다카쓰의 피를 이어받은 용장으로, 1614년부터 어린 나이에도 불구하고 오사카 전투에 참전하여 공을 세웠다. 1615년 윤 6월 19일, 노토노카미에 서임되었다. 1631년, 아버지 다다마사가 사망하자, 하리마 히메지번 영지 중 4만 석을 분할받았다. 같은해 형 마사토모로부터 1만 석을 추가로 받았고, 1639년 음력 3월 3일, 도토미 가케가와번 7만 석으로 추가 전봉되었다. 1644년 음력 3월 8일에는 에치고 무라카미번 10만 석으로, 1649년 음력 6월 9일에는 무쓰 시라카와번 12만 석 영지로 전봉되었다. 1662년 음력 11월 25일, 은거하여 호를 둔재(鈍齋)라 하였고 맏아들 다다히라가 그 뒤를 이었다. 1676년, 75세의 나이로 사망하였다.
| 전임 혼다 마사토모 | 제3대 히메지 신덴 번 번주 (혼다가, 혼다 마사카쓰와 분할 상속, 1638년부터는 혼다 가쓰유키와 1년간 분할) 1631년 ~ 1639년 | 후임 막부령(마쓰다이라 기요미치) |

| 전임 마쓰다이라 다다토모 | 가케가와번 번주 (혼다가) 1639년 ~ 1644년 | 후임 마쓰다이라 다다하루 |

| 전임 호리 나오사다 | 무라카미번 번주 (혼다가) 1644년 ~ 1649년 | 후임 마쓰다이라 나오노리 |

| 전임 사카키바라 다다쓰구 | 제1대 시라카와번 번주 (혼다가) 1649년 ~ 1662년 | 후임 혼다 다다히라 |